# Cormeilles-en-Parisis
Cormeilles-en-Parisis és un municipi francès, situat al departament de Val-d'Oise i a la regió de Illa de França. L'any 2007 tenia 21.824 habitants.
Forma part del cantó de Franconville, del districte d'Argenteuil i de la Comunitat d'aglomeració Val Parisis.

## Demografia

### Població
El 2007 la població de fet de Cormeilles-en-Parisis era de 21.824 persones. Hi havia 8.204 famílies, de les quals 2.159 eren unipersonals (850 homes vivint sols i 1.309 dones vivint soles), 2.128 parelles sense fills, 3.284 parelles amb fills i 633 famílies monoparentals amb fills.
La població ha evolucionat segons el següent gràfic:
Habitants censats

### Habitatges
El 2007 hi havia 8.743 habitatges, 8.370 eren l'habitatge principal de la família, 69 eren segones residències i 304 estaven desocupats. 5.405 eren cases i 3.284 eren apartaments. Dels 8.370 habitatges principals, 5.727 estaven ocupats pels seus propietaris, 2.472 estaven llogats i ocupats pels llogaters i 171 estaven cedits a títol gratuït; 481 tenien una cambra, 990 en tenien dues, 1.676 en tenien tres, 2.054 en tenien quatre i 3.169 en tenien cinc o més. 6.382 habitatges disposaven pel capbaix d'una plaça de pàrquing. A 4.228 habitatges hi havia un automòbil i a 2.952 n'hi havia dos o més.

### Piràmide de població
La piràmide de població per edats i sexe el 2009 era:
| Homes | Edats   | Dones |
| ----- | ------- | ----- |
| 8     | 95 o +  | 48    |
| 24    | 90 a 94 | 140   |
| 72    | 85 a 89 | 220   |
| 80    | 80 a 84 | 148   |
| 160   | 75 a 79 | 280   |
| 240   | 70 a 74 | 308   |
| 424   | 65 a 69 | 416   |
| 412   | 60 a 64 | 472   |
| 528   | 55 a 59 | 448   |
| 768   | 50 a 54 | 720   |
| 756   | 45 a 49 | 688   |
| 696   | 40 a 44 | 832   |
| 908   | 35 a 39 | 788   |
| 816   | 30 a 34 | 784   |
| 716   | 25 a 29 | 640   |
| 516   | 20 a 24 | 560   |
| 684   | 15 a 19 | 624   |
| 672   | 10 a 14 | 644   |
| 660   | 5 a 9   | 704   |
| 528   | 0 a 4   | 552   |

## Economia
El 2007 la població en edat de treballar era de 14.610 persones, 11.156 eren actives i 3.454 eren inactives. De les 11.156 persones actives 10.247 estaven ocupades (5.231 homes i 5.016 dones) i 910 estaven aturades (428 homes i 482 dones). De les 3.454 persones inactives 1.002 estaven jubilades, 1.537 estaven estudiant i 915 estaven classificades com a «altres inactius».

### Ingressos
El 2009 a Cormeilles-en-Parisis hi havia 8.539 unitats fiscals que integraven 22.232 persones, la mediana anual d'ingressos fiscals per persona era de 25.275 €.

### Activitats econòmiques
Dels 862 establiments que hi havia el 2007, 2 eren d'empreses extractives, 10 d'empreses alimentàries, 1 d'una empresa de fabricació de material elèctric, 27 d'empreses de fabricació d'altres productes industrials, 136 d'empreses de construcció, 192 d'empreses de comerç i reparació d'automòbils, 59 d'empreses de transport, 31 d'empreses d'hostatgeria i restauració, 35 d'empreses d'informació i comunicació, 30 d'empreses financeres, 45 d'empreses immobiliàries, 143 d'empreses de serveis, 103 d'entitats de l'administració pública i 48 d'empreses classificades com a «altres activitats de serveis».
Dels 210 establiments de servei als particulars que hi havia el 2009, 1 era una oficina d'administració d'Hisenda pública, 1 oficina de correu, 6 oficines bancàries, 1 funerària, 14 tallers de reparació d'automòbils i de material agrícola, 1 taller d'inspecció tècnica de vehicles, 3 autoescoles, 30 paletes, 24 guixaires pintors, 12 fusteries, 24 lampisteries, 19 electricistes, 11 empreses de construcció, 13 perruqueries, 2 veterinaris, 18 restaurants, 21 agències immobiliàries, 2 tintoreries i 7 salons de bellesa.
Dels 57 establiments comercials que hi havia el 2009, 2 eren supermercats, 1 un supermercat, 1 una gran superfície de material de bricolatge, 5 botiges de menys de 120 m², 13 fleques, 3 carnisseries, 1 una carnisseria, 1 una botiga de congelats, 3 llibreries, 8 botigues de roba, 4 botigues d'equipament de la llar, 5 sabateries, 3 botigues de mobles, 1 una botiga de mobles, 1 una perfumeria i 5 floristeries.
L'any 2000 a Cormeilles-en-Parisis hi havia 5 explotacions agrícoles.

## Equipaments sanitaris i escolars
El 2009 hi havia 1 hospital de tractaments de curta durada, 1 maternitat, 8 farmàcies i 2 ambulàncies.
El 2009 hi havia 6 escoles maternals i 8 escoles elementals. A Cormeilles-en-Parisis hi havia 3 col·legis d'educació secundària i 1 liceu tecnològic. Als col·legis d'educació secundària hi havia 1.594 alumnes i als liceus tecnològics 486.

## Poblacions més properes
El següent diagrama mostra les poblacions més properes.